# 武芸川温泉
武芸川温泉（むげがわおんせん）は、岐阜県関市にある温泉。入浴料金のみで岩盤浴が無料で利用できる日帰り温泉施設。
2016年11月28日、「関観光ホテル 西の屋別館 武芸川温泉」としてグランドオープン。

## 泉質
ナトリウム炭酸水素塩・塩化物泉（低張性アルカリ性低温泉）

## 温泉施設
- 温泉施設として日帰り温泉施設関観光ホテル 西の屋別館 武芸川温泉が設置されている。
  - 運営者：関観光ホテル

## 歴史
- 2016年3月31日に関市により『関市 武芸川温泉 ゆとりの湯』が営業終了する。関観光ホテルに譲渡される。リニューアルとして休業する。

- 2016年11月28日に関観光ホテルが『関観光ホテル 西の屋別館 武芸川温泉』として営業開始

## アクセス
- 公共交通機関利用
  - 名鉄岐阜駅より岐阜バス美濃・中濃庁舎行で60分
- 自動車利用
  - 岐阜市内より主要地方道岐阜美濃線で40分
  - 岐阜市内より国道156号・国道418号で50分
  - 東海北陸自動車道美濃インターチェンジより10分
  - 東海環状自動車道関広見インターチェンジより8分